# Elena Makarova
Pour les articles homonymes, voir Makarov.
Ne pas confondre avec Ekaterina Makarova, également joueuse de tennis.
Elena Makarova (née le 1er février 1973) est une joueuse de tennis soviétique puis russe, professionnelle dans les années 1990.
À quatre reprises, elle a atteint le 3e tour en simple dans une épreuve du Grand Chelem.
En 1999, avec l'équipe russe, elle a disputé la finale de la Fed Cup, concédant la défaite face aux États-Unis.
Au cours de sa carrière, Elena Makarova a remporté un tournoi WTA en double.

## Palmarès

### Titre en simple dames
Aucun

### Finales en simple dames
| No | Date       | Nom et lieu du tournoi         | Catégorie | Dotation  | Surface         | Vainqueure        | Score    |          |
| -- | ---------- | ------------------------------ | --------- | --------- | --------------- | ----------------- | -------- | -------- |
| 1  | 18/09/1995 | Moscow Ladies Open, Moscou     | Tier III  | 161 250 $ | Moquette (int.) | Magdalena Maleeva | 6-4, 6-2 | Parcours |
| 2  | 14/07/1997 | Torneo Internazionale, Palerme | Tier IV   | 163 000 $ | Terre (ext.)    | Sandrine Testud   | 7-5, 6-3 | Parcours |

### Titre en double dames
| No | Date       | Nom et lieu du tournoi    | Catégorie | Dotation  | Surface         | Partenaire        | Finalistes                 | Score    |          |
| -- | ---------- | ------------------------- | --------- | --------- | --------------- | ----------------- | -------------------------- | -------- | -------- |
| 1  | 19/09/1994 | Moscow Ladies Open Moscou | Tier III  | 150 000 $ | Moquette (int.) | Eugenia Maniokova | Laura Golarsa Caroline Vis | 7-6, 6-4 | Parcours |

### Finale en double dames
Aucune

## Parcours en Grand Chelem

### En simple dames
| Année | Open d'Australie | Open d'Australie    | Internationaux de France | Internationaux de France | Wimbledon       | Wimbledon            | US Open         | US Open            |
| 1994  | 3e tour (1/16)   | Lindsay Davenport   | 1er tour (1/64)          | Shaun Stafford           | -               | -                    | 1er tour (1/64) | Jana Novotná       |
| 1995  | 3e tour (1/16)   | Marianne Werdel     | 1er tour (1/64)          | Chanda Rubin             | 2e tour (1/32)  | Kristie Boogert      | 3e tour (1/16)  | Anke Huber         |
| 1996  | 1er tour (1/64)  | Iva Majoli          | 3e tour (1/16)           | Jana Novotná             | 1er tour (1/64) | Katarína Studeníková | 1er tour (1/64) | Dally Randriantefy |
| 1997  | 1er tour (1/64)  | Tamarine Tanasugarn | 2e tour (1/32)           | Lindsay Davenport        | 2e tour (1/32)  | Irina Spîrlea        | 1er tour (1/64) | Miriam Oremans     |
| 1998  | 2e tour (1/32)   | Arantxa Sánchez     | 1er tour (1/64)          | Miriam Oremans           | 2e tour (1/32)  | Martina Hingis       | -               | -                  |
| 1999  | 1er tour (1/64)  | Jelena Dokić        | -                        | -                        | -               | -                    | -               | -                  |

À droite du résultat, l’ultime adversaire.

### En double dames
| Année | Open d'Australie             | Open d'Australie           | Internationaux de France    | Internationaux de France | Wimbledon                    | Wimbledon               | US Open                     | US Open                 |
| 1994  | 1er tour (1/32) Likhovtseva  | Åsa Svensson C. Cristea    | 1er tour (1/32) Bryukhovets | Pam Shriver E. Smylie    | -                            | -                       | 1er tour (1/32) Likhovtseva | G. Fernández N. Zvereva |
| 1995  | 1er tour (1/32) Maja Murić   | M. Lindström M. Strandlund | 1/4 de finale E. Maniokova  | Jana Novotná A. Sánchez  | 1er tour (1/32) E. Maniokova | S. Appelmans M. Oremans | 2e tour (1/16) E. Maniokova | Jana Novotná A. Sánchez |
| 1996  | 1/4 de finale E. Maniokova   | M. McGrath L. Neiland      | 2e tour (1/16) E. Maniokova | R. McQuillan L. Pleming  | -                            | -                       | 3e tour (1/8) Rita Grande   | Patricia Hy R. Fairbank |
| 1997  | 1er tour (1/32) N. Medvedeva | Katrina Adams MJ Fernández | 1er tour (1/32) Krivencheva | Miho Saeki Yuka Yoshida  | -                            | -                       | -                           | -                       |

Sous le résultat, la partenaire ; à droite, l’ultime équipe adverse.

## Parcours aux Jeux olympiques

### En simple dames
| # | Date       | Nom de l'olympiade      | Surface    | Résultat        | Ultime adversaire | Score    |          |
| - | ---------- | ----------------------- | ---------- | --------------- | ----------------- | -------- | -------- |
| 1 | 23/07/1996 | Summer Olympics Atlanta | Dur (ext.) | 1er tour (1/32) | Florencia Labat   | 6-2, 7-5 | Parcours |

### En double dames
| # | Date       | Nom de l'olympiade      | Surface    | Résultat        | Partenaire      | Ultimes adversaires        | Score    |          |
| - | ---------- | ----------------------- | ---------- | --------------- | --------------- | -------------------------- | -------- | -------- |
| 1 | 23/07/1996 | Summer Olympics Atlanta | Dur (ext.) | 1er tour (1/16) | Anna Kournikova | Jana Novotná Helena Suková | 6-2, 6-2 | Parcours |

## Parcours en Coupe de la Fédération
| #                                                                  | Date       | Lieu      | Surface         | Gagnante(s)                          | Perdante(s)                      | Score         |          |
|                                                                    |            |           |                 |                                      |                                  |               |          |
| 1992 - 1er tour (groupe mondial) - Finlande - CEI - 1 : 2          |            |           |                 |                                      |                                  |               |          |
| 1                                                                  | 14/07/1992 | Francfort | Terre (ext.)    | Elena Makarova                       | Nanne Dahlman                    | 7-62, 6-4     | Parcours |
| 1                                                                  | 14/07/1992 | Francfort | Terre (ext.)    | Elena Makarova Eugenia Maniokova     | Nanne Dahlman Petra Thoren       | 6-3, 6-2      | Parcours |
|                                                                    |            |           |                 |                                      |                                  |               |          |
| 1992 - 2e tour (groupe mondial) - France - CEI - 3 : 0             |            |           |                 |                                      |                                  |               |          |
| 2                                                                  | 15/07/1992 | Francfort | Terre (ext.)    | Mary Pierce                          | Elena Makarova                   | 6-1, 6-2      | Parcours |
| 2                                                                  | 15/07/1992 | Francfort | Terre (ext.)    | Isabelle Demongeot Nathalie Tauziat  | Elena Makarova Elena Pogorelova  | 6-3, 6-3      | Parcours |
|                                                                    |            |           |                 |                                      |                                  |               |          |
| 1997 - Barrage (groupe mondial II) - Corée du Sud - Russie - 1 : 4 |            |           |                 |                                      |                                  |               |          |
| 3                                                                  | 12/07/1997 | Séoul     | Terre (ext.)    | Elena Makarova                       | Park Sung-hee                    | 6-4, 4-6, 6-1 | Parcours |
| 3                                                                  | 12/07/1997 | Séoul     | Terre (ext.)    | Elena Makarova                       | Kim Eun-ha                       | 7-67, 6-3     | Parcours |
|                                                                    |            |           |                 |                                      |                                  |               |          |
| 1998 - Barrage (groupe mondial I) - Russie - Allemagne - 4 : 1     |            |           |                 |                                      |                                  |               |          |
| 4                                                                  | 25/07/1998 | Moscou    | Dur (int.)      | Elena Makarova                       | Anke Huber                       | 6-1, 7-66     | Parcours |
| 4                                                                  | 25/07/1998 | Moscou    | Dur (int.)      | Elena Makarova                       | Andrea Glass                     | 6-4, 6-1      | Parcours |
|                                                                    |            |           |                 |                                      |                                  |               |          |
| 1999 - 1/4 de finale (groupe mondial) - Russie - France - 3 : 2    |            |           |                 |                                      |                                  |               |          |
| 5                                                                  | 17/04/1999 | Moscou    | Moquette (int.) | Elena Likhovtseva Elena Makarova     | Amélie Mauresmo Nathalie Tauziat | 6-0, 7-65     | Parcours |
|                                                                    |            |           |                 |                                      |                                  |               |          |
| 1999 - 1/2 finale (groupe mondial) - Russie - Slovaquie - 3 : 2    |            |           |                 |                                      |                                  |               |          |
| 6                                                                  | 24/07/1999 | Moscou    | Terre (int.)    | Ľudmila Cervanová Daniela Hantuchová | Elena Dementieva Elena Makarova  | 7-5, 7-65     | Parcours |
|                                                                    |            |           |                 |                                      |                                  |               |          |
| 1999 - Finale (groupe mondial) - États-Unis - Russie - 4 : 1       |            |           |                 |                                      |                                  |               |          |
| 7                                                                  | 18/09/1999 | Stanford  | Dur (ext.)      | Serena Williams Venus Williams       | Elena Dementieva Elena Makarova  | 6-2, 6-1      | Parcours |

## Classements WTA en fin de saison

### En simple
| Année | 1991 | 1992 | 1993 | 1994 | 1995 | 1996 | 1997 | 1998 | 1999 |
| Rang  | 465  | 177  | 164  | 50   | 48   | 60   | 87   | 109  | 173  |

Source : (en) « Classements de Elena Makarova », sur le site officiel du WTA Tour

### En double
| Année | 1991 | 1992 | 1993 | 1994 | 1995 | 1996 | 1997 | 1998 |
| Rang  | 453  | 213  | 293  | 52   | 72   | 66   | 422  | 190  |

Source : (en) « Classements de Elena Makarova », sur le site officiel du WTA Tour